# Globba leucantha
Globba leucantha là một loài thực vật có hoa trong họ Gừng. Loài này được Miq. mô tả khoa học đầu tiên năm 1861.